# Illapa
Illapa est une figure de la mythologie inca. Il est le dieu de la foudre, du tonnerre, de la pluie et de la guerre. La foudre était généralement vénérée comme une divinité de la hiérarchie suprême dans toute la région andine ; c'est pourquoi elle reçut différents noms, comme Yana Raman ou Libiac entre autres,. Au cours de l'expansion de l'Empire inca, ces divinités deviendront des variantes régionales du dieu Illapa.
Illapa était fortement lié à l'agriculture, car de sa main dépendait le climat propice à des récoltes et des cultures fructueuses.
En tant que dieu de la guerre, Illapa jouait également un rôle primordial dans les situations de guerre. Illapa était le principal numen protecteur des campagnes militaires incas pendant l'expansion de l'Empire inca.
En raison de ses facultés en tant que dieu du climat et dieu de la guerre, Illapa a été vénéré au point d'être considéré comme le troisième dieu le plus important au sein du panthéon inca. Seuls Viracocha et Inti l'ont surpassé.

## Histoire

### Illapa comme fruit de traditions antérieures
Illapa est la divinité incaïque de la foudre, du tonnerre, de la foudre, de la pluie et de la guerre. Dans les Andes préincaïques, il y avait beaucoup de divinités associées aux phénomènes atmosphériques. Plus tard, ces dieux seront officialisés au sein du panthéon inca sous la figure du dieu Illapa.
À ce sujet, Pablo José de Arriaga (es) explique ce qui suit :

« Adorar a Líbiac, que es el rayo, es muy ordinario en la sierra; y assí muchos toman el nombre y apellido de Líbiac, o Hillapa, que es lo mismo. »

— Pablo José de Arriaga, La extirpación de la idolatría en el Perú

« L'adoration de Libiac, qui est l'éclair, est très courante dans la montagne ; et ainsi beaucoup prennent le nom et le prénom de Libiac, ou Hillapa, qui est la même chose. »

— Pablo José de Arriaga, La extirpación de la idolatría en el Perú
Le culte de la foudre était universel dans les Andes et était généralement considéré comme le dieu créateur et/ou principal de nombreux groupes ethniques. Ces groupes ethniques l'adoraient sous de multiples noms, comme Catequil, Pariacaca, Libiac, Tumayricapac, etc.
Cependant, à la suite de l'expansion de l'Empire inca, les nouveaux maîtres leur ont imposé comme divinité suprême leur dieu patron : Inti. C'est pourquoi les chroniques de Cuzco font référence à Illapa comme une divinité qui occupait la troisième place en importance après Viracocha et Inti, ce qui montre la vision propre des Incas comme supérieurs par rapport aux conquérants, qui avaient pour dieu suprême et même comme ancêtre le Rayon.

## Honneur
L'astéroïde (37655) Illapa porte son nom.